# Темченко, Иван Васильевич
Иван Васильевич Темченко (1921 — 8 августа 1943) — разведчик 18 отдельной гвардейской разведывательной роты 2-й гвардейской Краснознамённой стрелковой дивизии 56-й армии Северо-Кавказского фронта, гвардии красноармеец. Герой Советского Союза.

## Биография
Родился в 1921 году в селе Ястребиное (ныне — Сумской области). В Красной Армии с 1940 года. Участник Великой Отечественной войны с августа 1942 года. Сражался на Закавказском и Северо-Кавказском фронтах. Член ВКП(б) с 1943 года.
Разведчик гвардейской отдельной разведывательной роты 2-й гвардейской Краснознамённой Таманской стрелковой дивизии имени М. И. Калинина кандидат в члены ВКП(б) гвардии красноармеец Иван Темченко в январе 1943 года в составе группы разведчиков разведал оборону противника в районе станицы Ивановская. Лично захватил в плен вражеского офицера. 7 августа 1943 года в боях у хутора Ленинский действовал в тылу противника, уничтожив пулемёт и дзот, захватил радиостанцию и ценные документы.
В бою был тяжело ранен и умер 8 августа 1943 года. Похоронен на кладбище станицы Крымской.
Указом Президиума Верховного Совета СССР от 25 октября 1943 года за образцовое выполнение боевых заданий командования на фронте борьбы с немецко-фашистскими захватчиками и проявленные при этом мужество и героизм гвардии красноармейцу Темченко Ивану Васильевичу присвоено звание Героя Советского Союза. Награждён орденами Ленина, Красной Звезды.

### Семья
Мать — Прасковья Фёдоровна Темченко.

## Память
Приказом Министра обороны СССР № 244 от 14 октября 1966 года Герой Советского Союза гвардии рядовой И. В. Темченко навечно зачислен в списки личного состава 1-й разведывательной роты 136-го отдельного разведывательного батальона 2-й гвардейской Таманской мотострелковой дивизии.